# 陈昭遇
陳昭遇，南海人，出身醫學世家。
開寶初年（928年）至京師，初任溫水主薄，後升光祿寺丞。開寶六年（973年），與馬志、劉翰等9人奉宋太祖命修訂《開寶重定本草》。太平兴国三年（978年），奉宋太宗之命编修医书，淳化三年（992年）二月成书。宋太宗為序，题名为《太平圣惠方》。